# Planescape: Torment
Planescape: Torment est un jeu vidéo de rôle développé par Black Isle Studios et publié par Interplay Entertainment le 12 décembre 1999. Le jeu se déroule dans le multivers de Planescape, un décor de campagne du jeu de rôle Donjons et Dragons dont il reprend également les principales règles. Son moteur de jeu est une version modifiée de l’Infinity Engine développée par BioWare pour Baldur's Gate. Dans Planescape, le joueur incarne Sans-Nom, un immortel devenu amnésique après avoir été tué, dans sa quête pour retrouver la mémoire et comprendre les raisons de son immortalité. En progressant dans le jeu, il rencontre plusieurs personnages qui peuvent se joindre à lui. Son gameplay se caractérise par la place importante laissée au dialogue et à la résolution des quêtes, la plupart des combats pouvant être évités en discutant ou en restant discret. Il se distingue également par la liberté laissée au joueur sur la manière d’avancer dans le jeu et le fait que l’alignement du personnage puisse évoluer en fonction des actions du joueur.
À sa sortie, le jeu est acclamé par la presse spécialisée mais ne connait pas un succès commercial significatif. Il a depuis acquis le statut de jeu culte et de nombreuses critiques le considèrent comme un des meilleurs jeux vidéo de rôle jamais créé, notamment pour son univers inédit, ses dialogues et la personnalité de ses personnages qui lui permettent de se distinguer des autres jeux du genre. Une suite spirituelle, baptisée Torment: Tides of Numenéra, est sortie en 2017.

## Trame

### Univers
Planescape: Torment se déroule dans le multivers de Planescape, un décor de campagne de la deuxième édition du jeu de rôle Donjons et Dragons. Celui-ci est constitué de différents plans habités par des créatures telles que les baatezu, les modrons ou les deities et qui disposent de propriétés magiques distinctes. Planescape: Torment est le premier jeu vidéo à prendre place dans ce multivers. La première partie du jeu se déroule dans la ville de Sigil, la cité des portes, située près du centre du multivers de Planescape, une aiguille de taille infinie connectant entre eux l’ensemble des plans via des portails de téléportation,,. Du fait de sa position stratégique, la ville est le théâtre d'affrontements entre différentes factions — comme les hommes poussières, les sensates ou les anarchistes — qui luttent pour le contrôle de la cité. Le scénario du jeu conduit ensuite le héros dans la cité de Maudith et dans d'autres plans comme l'Outreterre ou Baator,.

### Personnages
Dans Planescape: Torment, le joueur incarne Sans-Nom, un immortel qui, lorsqu'il est tué, se réveille un peu plus tard, parfois totalement amnésique. Chaque fois qu'il meurt, une autre personne du multivers meurt également pour permettre sa résurrection. Ces derniers se changent alors en fantômes qui cherchent dès lors à se venger de lui. Au début du jeu, le personnage se réveille dans une morgue et a totalement perdu la mémoire à la suite de sa dernière mort. Il commence alors à enquêter sur son passé pour retrouver la mémoire et découvrir pourquoi il est immortel. Il apprend peu à peu des choses concernant la personnalité de ses incarnations précédentes et sur leurs influences sur le monde et les personnes qui l'entourent.
Au cours du jeu, Sans-Nom rencontre sept personnages qui peuvent le rejoindre dans sa quête : Morte, Dak'kon, Annah, Ignus, Grâce, Nordom et Vhailor. Ces personnages jouables peuvent interagir avec le personnage principal pour développer l'intrigue du jeu. Morte est un crâne flottant originaire de Baator, qui se propose d'aider le héros dès son réveil mais agit en réalité par culpabilité. Il a en effet provoqué la mort de plusieurs des précédentes incarnations de Sans-Nom, alors que celui-ci l'a délivré du Pilier de Crânes, là où finissent ceux ayant causé la mort d'autres personnes par leurs mensonges, pensant à tort que Morte conserverait tout le savoir du Pilier. Dak'kon est un mage-guerrier githzeraï, qui suit religieusement l'enseignement du prophète Zerthimon (en). Jadis dirigeant d'une ville qu'il mena à sa perte à cause du doute dans sa foi, il est sauvé par une incarnation du héros. Il jura de suivre Sans-Nom jusqu’à ce que celui-ci meure mais ignorait son immortalité. Annah est une voleuse tieffelin, à moitié rate, qui a ramené le cadavre de Sans-Nom à la morgue. Elle rejoint l'équipe pour montrer à Sans-Nom où elle a trouvé son corps. Ignus est un mage pyromane, devenu fou par l'enseignement brutal de la magie d'une mauvaise incarnation du héros. Il est condamné à brûler éternellement pour avoir tenté d'incendier la ville, ce à quoi il survit dans un état comateux, dont il sort grâce à Sans-Nom. Grâce est un succube qui, contrairement à ses congénères, est chaste et pleine de bonnes intentions. Elle dirige une maison close pour les plaisirs intellectuels. Curieuse, elle suit le héros par envie de voyager.  Nordom est un modron, une créature mécanique, dont les liens avec l'intelligence collective de son espèce ont été coupés par accident. Vhailor est le fantôme d'un garde enfermé par une incarnation de Sans-Nom dans une prison magique, alors qu'il tentait de l'arrêter. Son sens exacerbé de la justice a permis à son âme de survivre, bien que son corps ait disparu sans qu'il ne s'en rende compte. Il suit Sans-Nom pour combattre pour la justice, ignorant la véritable identité du héros,.
Suivant les instructions des tatouages du héros, les protagonistes retrouvent Pharod, chef d'un village souterrain et père adoptif d'Annah, qui échange des informations contre une sphère de bronze magique censée lui éviter de finir dans le Pilier de Crânes. Sans-Nom apprend qu'il est immortel à cause de Ravel, une sorcière amoureuse de lui qui se demande ce qui peut changer la nature d'un homme,. Celle-ci explique qu'elle a séparé sa mortalité pour en faire une entité appelée le Transcendant. Celui-ci est le principal antagoniste du jeu, envoyant les fantômes tuer Sans-Nom et tous ceux l'ayant connu. Il cherche à lui rendre définitivement impossible de se souvenir de son passé, afin de vivre libre.

### Scénario
Le jeu débute alors que Sans-Nom se réveille dans une morgue,. Il est alors approché par un crâne flottant, Morte, qui lui offre ses services pour l’aider à s’échapper et déchiffre également les tatouages qui ornent son dos. Ceux-ci servent à Sans-Nom d’aide-mémoire et indiquent comment retrouver un homme nommé Pharod. Après s’être échappé de la morgue, le héros débouche dans les bidonvilles de Sigil où il retrouve Pharod, qui commande un village souterrain de charognards, avant de l’aider à récupérer une sphère de bronze magique. En retour, Pharod lui révèle certains aspects de son passé,. Plus tard, Sans-Nom apprend de la bouche de Lothar, un puissant sorcier, que son immortalité a été causée par Ravel Puzzlewell, qui se trouve être emprisonnée dans un labyrinthe magique. Après avoir réussi à pénétrer dans le labyrinthe, le héros rencontre Ravel qui lui demande « Qu'est-ce qui peut changer la nature d’un homme ? », une question qui joue un rôle prédominant tout au long du jeu,. Satisfaite de la réponse, Ravel révèle avoir offert l’immortalité à Sans-Nom à sa demande, mais qu’une erreur dans le rituel est la cause de ses pertes de mémoire lorsqu’il meurt. Elle lui révèle également que la mortalité dont il a été séparé n’a pas été détruite, mais qu’elle ignore où cette dernière se trouve. Elle lui suggère alors de consulter le déva déchu Trias à ce sujet. Elle tente ensuite de retenir Sans-Nom par la force mais celui-ci parvient à s’échapper.
Le héros voyage ensuite jusqu’à la cité de Maudith, située en bordure des univers d’Outreterre et de Carcère, pour retrouver et libérer Trias. Celui-ci lui explique alors ne pas savoir où se trouve sa mortalité mais, en explorant les univers d'Outreterre et de Baator, Sans-Nom découvre qu’elle se trouve dans la forteresse des regrets et que seul Trias sait comment y accéder. Pendant ce temps, la cité de Maudith a glissé de la bordure d’Outreterre vers l’univers chaotique de Carcère à la suite des perturbations causées par la libération de Trias,. Après avoir été battu, Trias révèle au héros que le portail vers la forteresse se trouve dans la morgue de Sigil, dans la salle même ou s’était réveillé Sans-Nom. Dans la forteresse des regrets, le héros rencontre trois de ses précédentes incarnations : une pragmatique, une bonne et une paranoïaque. Il apprend alors que la bonne incarnation est l’originale
qui, terrifiée par l'idée d'aller en enfer à cause de son comportement déplorable, s'est repentie et a demandé à Ravel de devenir immortel. Après cette rencontre, le héros est confronté à sa mortalité sous la forme d’une puissante entité baptisée Le Transcendant. Celle-ci lui révèle que depuis leur séparation, il tente d’empêcher Sans-Nom de découvrir la vérité pour ne pas reperdre sa liberté. Suivant le choix du joueur, le héros tue alors sa mortalité ou parvient à la convaincre de le rejoindre, les deux solutions lui permettant de redevenir mortel et de pouvoir mourir.

## Système de jeu
Planescape: Torment est un jeu vidéo de rôle basé sur le moteur de jeu Infinity Engine, développé par BioWare pour Baldur's Gate,. Le jeu utilise les règles de la deuxième édition du jeu de rôle Donjons et Dragons. Il se caractérise par la place importante laissée au dialogue et la résolution des quêtes, la plupart des combats pouvant être évités en discutant ou en restant discret,.

### Personnages
Le joueur incarne Sans-Nom, un immortel qui cherche à découvrir les raisons de son immortalité. Comme dans une partie de Donjons et Dragons, le joueur peut, lors de la création du personnage, assigner des points aux différentes caractéristiques – comme la force, l’intelligence ou le charisme – de celui-ci. En progressant dans le jeu, le personnage contrôlé par le joueur gagne de l'expérience qui lui permet de devenir plus puissant. La quantité de points d'expérience dont celui-ci dispose détermine le niveau du personnage, chaque passage à un niveau supérieur permettant de renforcer les caractéristiques de celui-ci,. Au début de l'aventure, le personnage fait partie de la classe des guerriers mais il peut évoluer au cours du jeu et devenir un voleur ou un magicien à la suite d'un apprentissage auprès du tuteur correspondant. Si dans Donjons et Dragons, l’alignement du personnage – qui détermine le point de vue éthique et moral de celui-ci dans les combats du bien contre le mal et de l’ordre contre le chaos – est une propriété fixée au début du jeu, dans Planescape: Torment, le personnage est au départ neutre et son alignement évolue au cours du jeu en fonction de ses actions,. L'alignement influence notamment les personnages rencontrés dans le jeu qui répondent au héros de manière différente en fonction de son penchant pour le bien ou le mal. Le joueur peut ainsi choisir de progresser dans le jeu de différentes manières suivant qu'il souhaite se comporter en homme de bien ou en démon.
En progressant dans le jeu, Sans-Nom rencontre sept personnages susceptibles de le rejoindre. Seuls cinq d’entre eux peuvent cependant rejoindre le groupe en même temps. Les conversations sont fréquentes entre les différents membres du groupe, celles-ci pouvant être déclenchées de manière aléatoire ou lors d’une discussion avec un personnage non contrôlé par le joueur.
Une autre des originalités du jeu réside dans l'absence d'armures pour le héros, qui porte à la place des tatouages magiques sur son corps, qui améliorent ses capacités.

### Interface
Le joueur explore le monde du jeu en cliquant sur le sol, pour se déplacer, ou sur des objets ou des personnages, pour interagir avec eux. Les objets et les sorts peuvent être utilisés via le menu du jeu ou en utilisant des raccourcis claviers. Le joueur dispose d’un journal qui lui permet de suivre l’avancement des nombreuses quêtes et scénarios secondaires du jeu. La mort du joueur ne fait l’objet d’aucune pénalité autre que le fait de réapparaitre à un endroit différent.

## Développement
« Planescape Torment tente de faire naitre chez les joueurs la sensation de découvrir une histoire (le passé oublié de l’avatar) en explorant, plus ou moins volontairement, une vaste et bizarre invention. »

— Diane Carr, Game Studies

### Origine
En 1997, les concepteurs du jeu produisent un document de quarante-sept pages, esquissant le concept et le plan marketing du jeu, qui est utilisé pour convaincre le management d’Interplay de financer le projet. Le jeu est au départ baptisé Last Rites et est alors décrit comme un jeu de « fantasy d’avant-garde » pour le différencier des jeux de high fantasy. Ce document contient également des artworks de différents personnages et lieux du jeu,. Dès le départ, les développeurs prévoient de défier les conventions des jeux de rôles traditionnels. Ainsi, le jeu ne contient pas de dragons, d’elfes, de gobelins ni d’autres races apparaissant généralement dans les jeux de fantasy, à l’exception des rats, qui peuvent en fait poser problème au joueur, et des morts-vivants, qui se révèlent souvent plus sympathiques que les humains,. Les développeurs mettent également en avant le fait que dans la plupart des jeux de rôle de l’époque, les problèmes tendent à devoir être résolus d’une manière « correcte » correspondant généralement à une approche moralement acceptable. Ils jugent cet état de fait « prévisible et stupide » et souhaitent donc créer un jeu plus flexible d’un point de vue moral, dans lequel un problème peut avoir « deux mauvaises ou deux bonnes » solutions. L’objectif du jeu diffère également de ce qui se fait en général, le but étant de comprendre le héros et son immortalité plutôt que de sauver le monde. La mort du personnage - ou d’un de ses compagnons - est elle aussi traitée d’une manière différente. Elle ne pose généralement qu’un problème mineur et est même parfois nécessaire pour avancer dans le jeu,,,.

### Influence
D’après le concepteur  Chris Avellone, Planescape: Torment s’inspire de romans, de comics et de jeux incluant les Archie Comics, le cycle des Princes d'Ambre, Elementals (en) et Shadowrun. Le document conceptuel de 1997 cite également The Lord of the Rings pour décrire certains personnages. Enfin, Avellone cite aussi l’influence du jeu vidéo de rôle Fallout 2, sur lequel il travaille également à l’époque, qui l’a aidé à repenser sa façon de considérer les dialogues du jeu,.

### Développement
Le jeu est basé sur l’Infinity Engine, un moteur de jeu initialement développé par BioWare pour Baldur's Gate,. Le jeu est cependant en développement avant la sortie de ce dernier, laissant des incertitudes sur la réception par le public de ce nouveau moteur de jeu. Pour les besoins du jeu, Black Isle Studios a apporté un certain nombre de modifications au moteur. Par exemple, les développeurs donnent au personnage la possibilité de courir. Ils augmentent également la taille des sprites et arrière-plans du jeu, qui sont donc plus détaillés, en rapprochant la vue du sol,. La magie a également une place importante dans la conception graphique du jeu, une équipe de quatre développeurs s’étant uniquement consacrée à l’aspect visuel et aux mécanismes des différents sorts du jeu.

### Rétrospective
D’après Avellone, de nombreuses idées du jeu « pouvaient seulement être communiquées via du texte, simplement parce que personne n’aurait le budget ou les ressources pour réaliser complètement nombre de ces travaux pour la télévision ou des films ». Il exprime également ses regrets au sujet de la place trop importante des dialogues dans le jeu. Il considère en effet que cela interfère avec certains autres mécanismes du jeu comme le système de combat,. Le script du jeu est composé d’environ 800 000 mots.
Dans plusieurs interviews, le producteur du jeu Guido Henkel fait état d’une frustration croissante au cours du développement du fait de la pression exercée par Interplay sur son équipe,. Ainsi, bien que seuls quelques scénarios annexes et personnages n’aient pas été intégrés dans le jeu, il accuse le management d’Interplay de mépriser les développeurs concernant certains aspects comme la conception de l’emballage du jeu et le marketing. D’après lui, son objectif était donc de s’assurer que le jeu ne serait pas « estropié » avant de quitter Interplay lorsque le jeu entre dans sa phase de béta test. D’après lui, son influence sur le jeu est plus importante que celle de Chris Avellone, de Eric Campanella ou de Dave Maldonaldo mais qu’ayant dû prendre des décisions impopulaire pendant le développement, son rôle dans la conception fut plus tard minimisé.

### Effets sonores
Interplay recrute initialement le musicien dark ambient Lustmord pour créer la bande originale du jeu mais son travail n’est finalement pas utilisé. Les producteurs décident en effet de changer l’ambiance musicale du jeu et c’est finalement Mark Morgan qui compose la bande originale de Planescape: Torment. Le doublage inclut les voix de Michael T. Weiss, Sheena Easton, Rob Paulsen, Mitch Pileggi, Dan Castellaneta et Tony Jay,.

## Versions
En plus de la localisation officielle du jeu,, des communautés de fans ont développé des versions traduites en espagnol, en hongrois et en italien du jeu,,. Lorsqu’Interplay arrête de supporter le jeu après le dernier patch officiel, de nombreux bugs continuent à être corrigés par des patchs non officiels créés par des fans,. Des mods ajoutent également certains objets et quêtes abandonnés dans la version originale du jeu ou ajoutent de nouvelles options comme la possibilité de jouer en résolution écran large,,.
Le jeu est republié sur DVD en 2009, et est disponible en téléchargement sur GOG.com depuis septembre 2010,.

## Accueil

### Critiques
| Planescape: Torment   |      |        |
| Média                 | Pays | Notes  |
| AllGame               | US   | 4.5/5  |
| Eurogamer             | US   | 8/10   |
| Gamekult              | FR   | 7/10   |
| GameSpot              | US   | 9/10   |
| GameSpy               | US   | 90%    |
| Gen4                  | FR   | 5/6    |
| IGN                   | US   | 9,2/10 |
| Jeuxvideo.com         | FR   | 18/20  |
| Joystick              | FR   | 91 %   |
| Compilations de notes |      |        |
| Metacritic            | US   | 91 %   |
| GameRankings          | US   | 90.6 % |

À sa sortie, Planescape: Torment est très bien reçu par la presse spécialisée, les sites Metacritic et GameRankings lui attribuant des scores de 91 % et 90,6 %, qui met notamment en avant sa réalisation technique, son gameplay innovant et son univers original qui lui permet de se démarquer de la high fantasy généralement utilisée dans les jeux vidéo de rôle,. Malgré cela, le jeu ne connait pas un succès commercial significatif,. 
La réalisation technique du jeu est généralement décrite comme une réussite. Ainsi, si sa résolution de 640×480 n'est pas jugée comme particulièrement avancée à la sortie du jeu en 1999, les critiques font l’éloge de la conception artistique et des couleurs de ses environnements,. De leur côté, les effets sonores et la bande originale du jeu sont décrits comme étant « superbes » et d’une qualité supérieure à la moyenne. Certaines critiques soulignent notamment la qualité du doublage et notent que les personnages parlent avec le talent d’acteurs professionnels. Toujours au niveau technique, certains journalistes regrettent cependant la présence de quelques bugs qui peuvent causer des ralentissements, ainsi que les temps de chargement qui sont jugés trop long sur les ordinateurs de l’époque,. L’interface du jeu est également jugée comme réussie. Les critiques mettent notamment en avant les qualités de l’Infinity Engine, comme l’utilisation de menu radiaux, qui permet au joueur de se focaliser sur le jeu plutôt que d’avoir à gérer plusieurs écran et à devoir jouer avec des fenêtres et des boutons. La mini-map et le journal des quêtes sont également décrits comme des points forts du jeu. L’intelligence artificielle des personnages, notamment pour la recherche de chemin, est en revanche critiquée,.
L’univers, le scénario et les dialogues du jeu sont unanimement acclamés par la presse spécialisée,. Les critiques mettent notamment en avant l’originalité et la diversité du monde de Planescape et jugent que celui-ci se démarque des thèmes de high fantasy généralement abordés dans les jeux vidéo de rôle,. La personnalité originale du personnage principal est également saluée par les critiques qui notent que celui-ci se démarque des héros de jeux de rôle traditionnels qu'ils considèrent comme prévisibles,.
Son système de jeu, souvent comparé à celui de Baldur's Gate qui utilise le même moteur de jeu,,, fait en revanche débat. En effet, si la majorité des critiques considère les dialogues comme le point fort du jeu, certains journalistes regrettent qu’ils tiennent une place trop importante. Ils notent que cela se fait au détriment d’autres aspects de celui-ci, comme le système de combat qu’ils décrivent comme étant trop simpliste par rapport à un jeu comme Diablo, ce qui les rend trop faciles. De même, si certaines critiques jugent que l’immortalité du héros est parfaitement implémentée,, d’autres regrettent que celle-ci rende la mort du personnage « sans valeur et dépourvue de sens ». La presse salue en revanche le système qui permet au personnage de gagner de nouvelles capacités en se remémorant ses anciennes vies, ainsi que le système d’alignement qui fait que les décisions prises par le joueur ont une réelle influence sur la manière de progresser dans le jeu et la réaction des personnages qu’il rencontre. Enfin, les critiques mettent également en avant la diversité des solutions offertes au joueur pour avancer dans le jeu,.

### Récompenses
À sa sortie, Planescape: Torment reçoit plusieurs récompenses décernées par la presse spécialisée,,. En 1999, il est nommé « jeu vidéo de rôle de l’année » par le site GameSpot et par le magazine Computer Gaming World,. De son côté, le site Vault Network lui décerne le titre de « jeu de l’année ». En mars 2000, il est nommé « jeu du mois » par le magazine PC Gamer.
Depuis sa sortie, il a acquis le statut de jeu culte,, et il a continue d'être encensé par les critiques. Ainsi, en 2004, le site GameSpy l’inclut dans son « Hall of Fame » et dans une rétrospective publiée la même année, un des journalistes du site explique qu'avec Planescape: Torment, Black Isle Studios a fait plus qu’atteindre le sommet et que ses développeurs ont réussi à créer une expérience unique qui reste inégalée dans le domaine du jeu vidéo de rôle,. En 2005, le site GameSpot le désigne comme l’un des meilleurs jeux de tous les temps, notamment pour son concept peu orthodoxe, son gameplay innovant et son scénario original. En 2007, le site IGN le classe 71e dans son classement des cent meilleurs jeux de tous les temps et note que celui-ci a révolutionné la vision de ce qu’est un jeu vidéo de rôle de beaucoup de joueurs. En 2008, le magazine PC Gamer le classe neuvième dans son propre classement des cent meilleurs jeux de tous les temps. En décembre de la même année, les journalistes du site IGN le classent huitième dans leur classement des jeux qu’ils souhaitent voir ressusciter et notent que celui-ci contient l’un des meilleurs scénarios de l’histoire du jeu vidéo. En 2009, le site Bit-tech l’inclut dans la liste des trente jeux PC auxquels il faut jouer avant de mourir. De son côté, le magazine Game Informer le classe alors 188e dans son classement des meilleurs jeux de tous les temps en expliquant qu’à l’époque, il permet au joueur d’influencer le scénario à un niveau inégalé. En 2010, le site UGO le classe cinquième dans sa liste des jeux devant absolument bénéficier d’une suite. Enfin en 2011, le jeu reste classé 19e dans le classement des meilleurs jeux PC du magazine PC Gamer.
Certains aspects du jeu ont également été récompensés. Ainsi, en 2006, The A.V. Club inclut le jeu dans sa liste des « onze moments les plus étranges du jeu vidéo » pour son utilisation de la mort comme moyen d’avancer dans le jeu. La même année, lors d’un sondage réalisé auprès de professionnels du jeu vidéo organisé par le site Gamasutra, il est désigné comme l’un des jeux de rôle les plus marquants du genre avec Fallout,. Lors de ce sondage, il reçoit également une mention honorable dans la catégorie scénario. La personnalité des personnages du jeu est également encensée par la critique. Ainsi, en 2000, le personnage Sans-Nom est désigné par le site Eurogamer comme l’un des « meilleurs personnages principaux masculin » de l’année et le personnage de Morte est nommé par le magazine Computer Gaming World comme le « meilleur personnage » de l’année,.
Les développeurs du jeu bénéficient également de cet engouement. Chris Avellone décroche ainsi le Gaming Globe du meilleur concepteur décerné par le site Eurogamer en 2000.

## Postérité

### Suite
À la suite de l'annonce de la publication de Baldur's Gate: Enhanced Edition, Overhaul Games annonce son intention de développer d’autres refontes de jeu basé sur l’univers de Donjons et Dragons et cite alors le nom de Planescape: Torment. D’après les développeurs, ce type de publication dépendra du succès de Baldur's Gate: Enhanced Edition.
En novembre 2012, Penny Arcade Report annonce que Brian Fargo, le directeur de inXile Entertainment, a acquis les droits de Torment. En janvier 2013, Fargo annonce ainsi le développement d’un successeur spirituel à Planescape: Torment, baptisé Torment: Tides of Numenéra, qui se déroule dans l’univers de Numenéra créé par Monte Cook.

### Adaptations
Un roman du même nom, écrit par Ray et Valerie Vallese, est publié par Wizards of the Coast en 1999. Son scénario ne suit pas exactement celui de Planescape: Torment. Ainsi, si dans le jeu le personnage principal choisit de rester anonyme, dans le roman, il se choisit un nom. Lorsque le jeu est réédité et diffusé sur le site GOG.com, un nouveau roman est écrit par Rhyss Hess. Basé sur le script du jeu réalisé par Chris Avellone et Colin McComb, il est plus proche du jeu original et est inclus dans la boite de la nouvelle édition du jeu.